# Oostpunt
Oostpunt (ook: Land van Maal) is een geozone (regio) van Curaçao. Het bevindt zich op de zuidoostpunt van het eiland. Vanaf de jaren 1870 is het gebied privé-eigendom van de familie Maal en is het grootste gedeelte verboden toegang met uitzondering van de dorpen Sint Joris en Santa Catharina. De geozone beslaat ongeveer 10% van het eiland.

## Geschiedenis
De plantage Klein Sint Joris werd evenals plantage San Juan in 1662 gesticht door Matthias Beck en is een van de oudste plantages van Curaçao. Rond 1840 werd Oostpunt bewoond door 150 tot 200 personen waarvan de meesten slaven waren. De familie Maal bestond uit Nederlandse legerofficieren die op het eind van de 18e eeuw naar Curaçao waren gekomen.
In de jaren 1870 bezat de familie vijf plantages die werden gebruikt voor landbouw, veeteelt en mijnbouw. Het grootste gedeelte van het land bestaat uit ongerepte wildernis. Met uitzondering van de plantage Santa Barbara is de gehele geozone Oostpunt eigendom van de familie Maal. De koraalriffen rond Oostpunt worden beschouwd als behorend tot de best bewaarde riffen van het Caraïbisch gebied.

## Plaatsen
Het dorp Oostpunt wordt alleen bewoond door Willy Maal en zijn moeder. Sint Joris bestaat uit een verzameling huizen rond Landhuis Klein Sint Joris, en wordt bewoond door de lokale bevolking die daar geboren is. In de jaren 1960 is Santa Catharina ontwikkeld als woonwijk, en wordt voornamelijk door Nederlanders bewoond. Sint Joris en Santa Catharina zijn bereikbaar via het wegnetwerk van Curaçao. De rest van het gebied bestaat uit zandpaden, en is verboden toegang.

## Nationaal Park en Curaçao Marine Park
In 1987 benaderde de overheid van Curaçao de familie Maal om een beschermingsplan te ontwikkelen, en de ontwikkeling van een toeristenresort te bespreken. In 1993 werd eenzijdig een gebied van 4.400 hectare aangemerkt als nationaal park waar constructie niet was toegestaan. Langs de kust werd het Curaçao Marine Park uitgeroepen om het koraal te beschermen. De familie Maal begon vervolgens een rechtszaak tegen de regering van de Nederlandse Antillen en eiste NAƒ100 miljoen wegens contractbreuk. Een lange rechtszaak volgde, en het geplande resort werd in de Bahama's gebouwd. Op 7 juni 1999 werd de overheid van Curaçao veroordeeld tot het toelaten van ontwikkeling in 50% van het gebied, en het betalen van een schadevergoeding van NAƒ20 miljoen plus rente.
In 2010 werden de bouwplannen van de familie Maal goedgekeurd door de Staten van Curaçao. CARMABI, het nationaal instituut voor het marine onderzoek, was het niet met de beslissing eens, en wilde de bouwplannen voorkomen. CARMABI werd gesteund door de International Coral Reef Society, National Geographic, NOAA, en anderen. In april 2016 probeerde de organisatie de bouw stil te leggen, maar de familie Maal dreigde opnieuw met schadeclaims. In december 2016 werd wederom toestemming verleend door de staten. In november 2020 werd het Curaçao Marine Park geopend door prinses Beatrix.

## Galerij

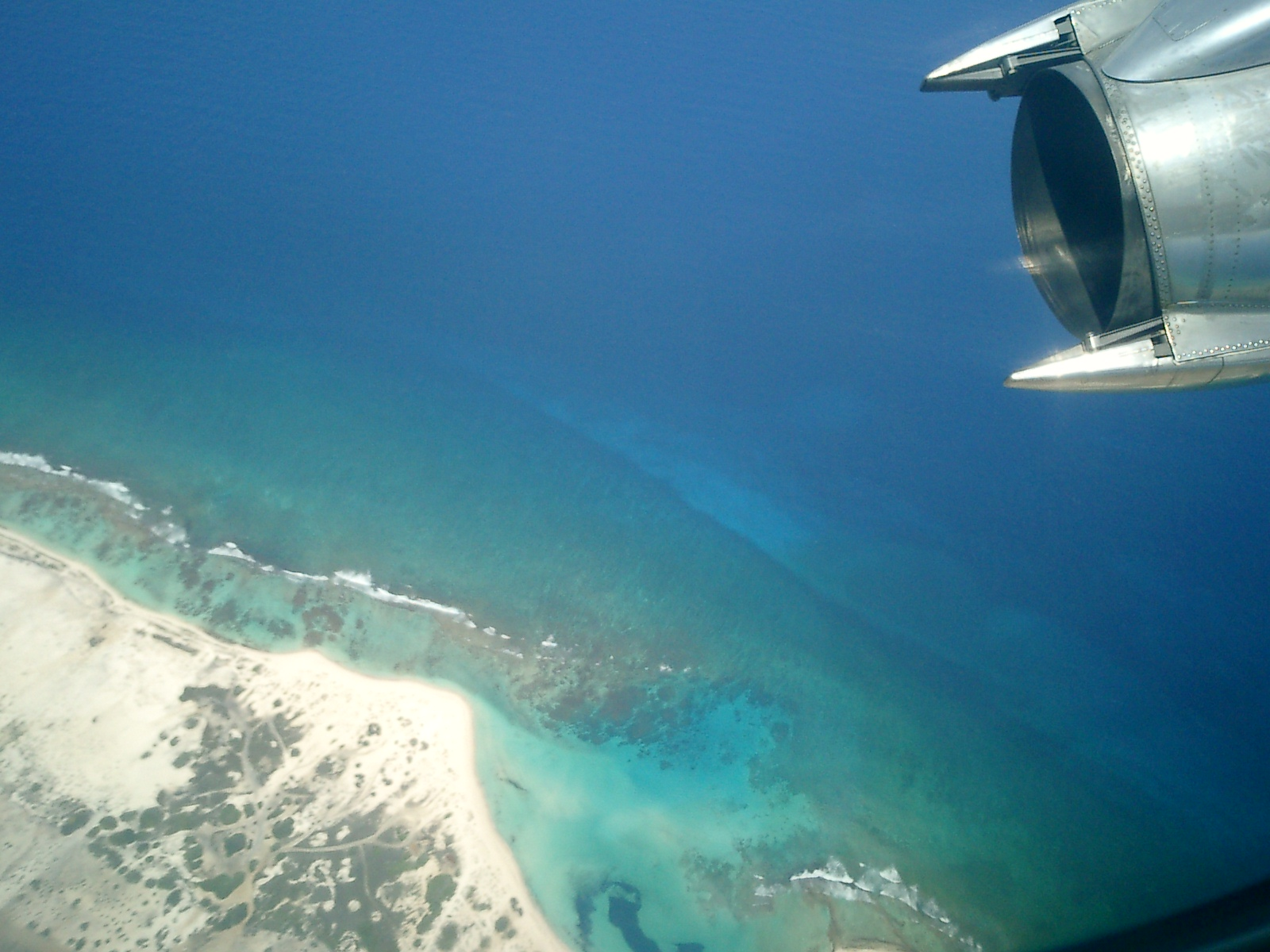
Luchtfoto van Santa Catharina
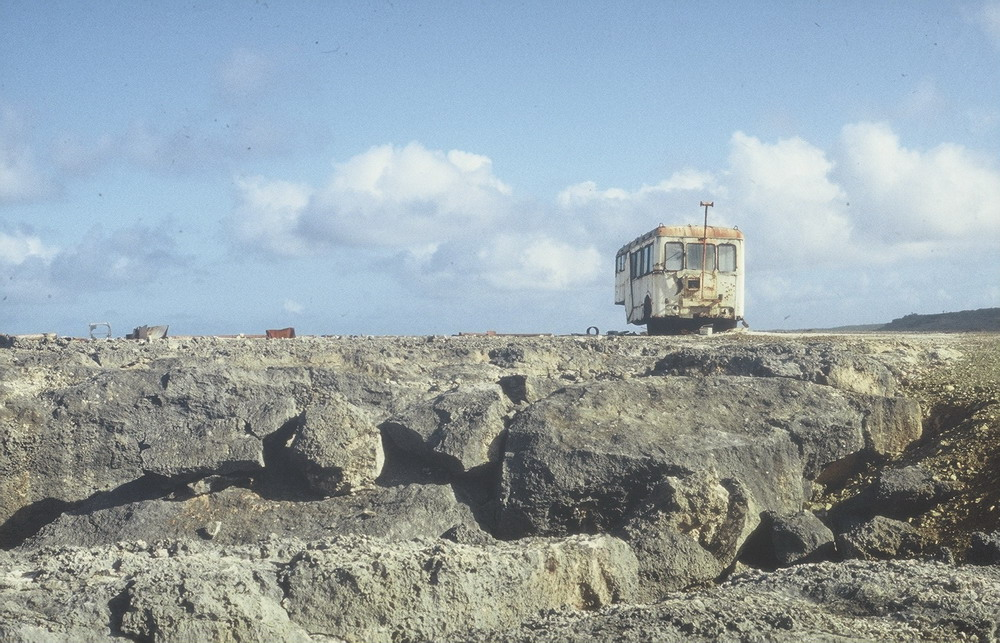
De kust van Oostpunt
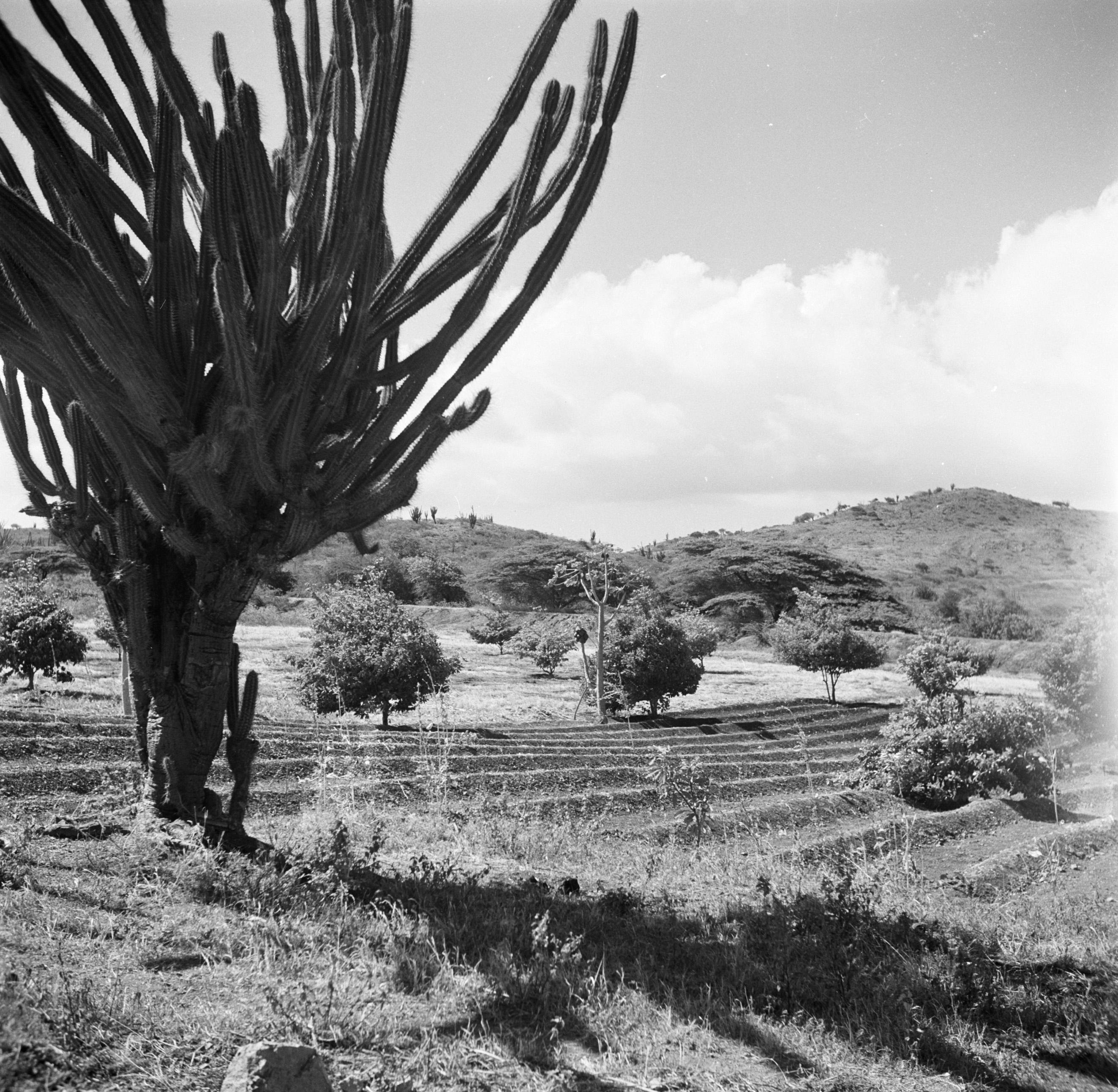
Citrusbomen op plantage Klein Sint Joris (1947)
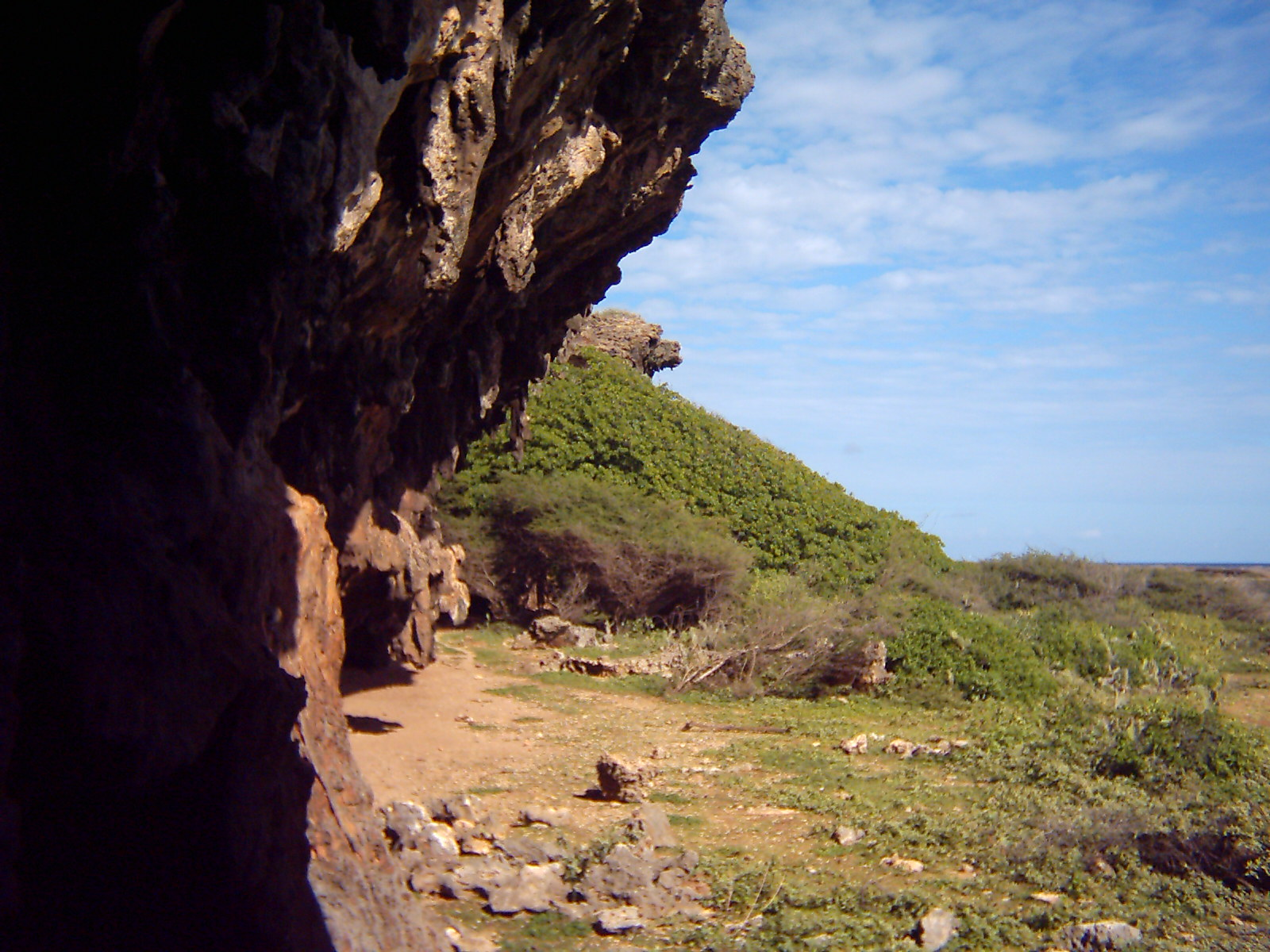
Foto op verboden terrein in het midden van Oostpunt